# Vasile Covali
Vasile Covali (în ucraineană Василь Ковалі; n. înainte de 1897, gubernia Basarabia, Imperiul Rus – d. secolul al XX-lea) a fost un politician moldovean, membru al Sfatului Țării al Republicii Democratice Moldovenești.

## Sfatul Țării
Fiind ucrainean de naționalitate, a fost unul din membrii Sfatului Țării care s-a abținut de la votul de Unire a Basarabiei cu România.

## Galerie de imagini

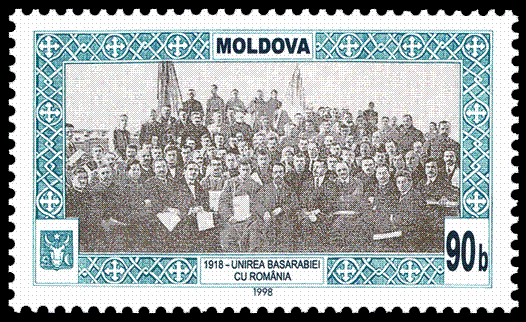
Membrii Sfatului Țării pe un timbru moldovenesc din 1998.